# Xpujil
Xpujil – miasto w Meksyku, w stanie Campeche, na półwyspie Jukatan, w pobliżu granicy ze stanem Quintana Roo. Miasto jest otoczone dżunglą i znajduje się około 60 km na północ od granicy z Gwatemalą. Jest siedzibą władz gminy Calakmul, największej gminy w stanie Campeche. W 2005 roku miasto liczyło 3 222 mieszkańców.
Niedaleko miasta znajdują się ruiny miast cywilizacji Majów: Xpuhil (1 km), Becan (8 km), Chicanná, Balamcan, Hormiguero i trochę dalej w kierunku południowo-wschodnim Calakmul, z liczącym 7230 km² Rezerwatem Biosfery Calakmul.